# Landkreis Havelland
Powiat Havelland (niem. Landkreis Havelland) – powiat w niemieckim kraju związkowym Brandenburgia. Stolicą powiatu jest miasto Rathenow, natomiast największe miasto to Falkensee.

## Podział administracyjny
W skład powiatu wchodzi:
- siedem gmin miejskich
- pięć gmin (niem. amtsfreie Gemeinde)
- trzy urzędy (niem. Amt)

Gminy miejskie
| Lp. | Nazwa gminy  | Ludność (2022) | Powierzchnia km² |
| --- | ------------ | -------------- | ---------------- |
| 1   | Falkensee    | 44 683         | 43,30            |
| 2   | Friesack     | 2 555          | 83,67            |
| 3   | Ketzin/Havel | 6 560          | 92,79            |
| 4   | Nauen        | 18 918         | 266,78           |
| 5   | Premnitz     | 8 240          | 45,42            |
| 6   | Rathenow     | 24 416         | 105,68           |
| 7   | Rhinow       | 1 612          | 31,51            |

Gminy
| Lp. | Nazwa gminy      | Ludność (2022) | Powierzchnia km² |
| --- | ---------------- | -------------- | ---------------- |
| 1   | Brieselang       | 12 827         | 44,39            |
| 2   | Dallgow-Döberitz | 10 547         | 65,96            |
| 3   | Milower Land     | 4 380          | 160,48           |
| 4   | Schönwalde-Glien | 10 447         | 96,56            |
| 5   | Wustermark       | 10 429         | 52,63            |

Urzędy
| Lp. | Nazwa urzędu | Ludność (2022) | Powierzchnia km² | Liczba gmin |
| --- | ------------ | -------------- | ---------------- | ----------- |
| 1   | Friesack     | 6 615          | 236,50           | 6           |
| 2   | Nennhausen   | 4 687          | 253,60           | 4           |
| 3   | Rhinow       | 4 556          | 246,26           | 6           |